# ولسوالی فارسی
فارسی یکی از ولسوالی‌های ولایت هرات در شمال باختری افغانستان است.جمعیت آن در سال ۱۳۹۹، ۳۶٬۵۲۰ نفر اعلام شده‌است. مرکز این ولسوالی فارسی است.